# Карлович, Иво
И́во Ка́рлович (хорв. Ivo Karlović; родился 28 февраля 1979 года в Загребе, СФРЮ) — хорватский профессиональный теннисист; полуфиналист одного турнира Большого шлема в парном разряде (Открытый чемпионат Австралии-2010); победитель десяти турниров ATP (из них восемь в одиночном разряде); обладатель Кубка Дэвиса (2005) и Командного кубка мира (2006) в составе национальной сборной Хорватии. Один из самых высоких теннисистов в истории, обладающий мощной подачей.

## Общая информация
Отец Иво — Владо — метеоролог; мать — Гордана — работает в сельском хозяйстве. Старшая сестра Анна ранее также играла в теннис.
29 марта 2005 года Карлович оформил официальные отношения со своей подругой Алси.

## Спортивная карьера

### Начало карьеры
Карлович впервые выступил на основных соревнованиях ATP-тура в 1995 году в возрасте 16 лет, когда сыграл совместно со своим ровесником Иваном Любичичем в парном розыгрыше турнира в Умаге. В апреле 1996 года также на родине он выиграл первый парный «фьючерс». Дебютный титул на «фьючерсах» в одиночном разряде Иво добыл в марте 2000 года во Франции. В июле того же года он впервые сыграл за сборную Хорватии в отборочном раунде розыгрыша Кубка Дэвиса. В сентябре 2001 года через квалификацию Карлович попадает на первый одиночный турнир основных соревнованиях ассоциации, который проводился в Ташкенте. Первый матч на таком уровне хорват провёл против швейцарца Марка Россе и проиграл со счётом 6-7(3), 3-6. В декабре Карлович выиграл дебютный титул на турнирах серии «челленджер», обыграв всех своих соперников в Эрбане.
В июле 2003 года через три раунда квалификации Карлович пробился на свой первый в карьере турнир из серии Большого шлема — Уимблдон. Будучи на момент начала турнира 203-й ракеткой мира, в первом же раунде он сенсационно одолел действующего чемпиона и первого сеянного австралийца Ллейтона Хьюитта со счетом 1-6, 7-6(5), 6-3, 6-4. Пройдя дальше австралийца Пола Бакканелло, в третьем раунде Иво уступил белорусу Максиму Мирному. В августе того же года он выиграл два «челленджера» подряд, которые проходили в Бингемтоне и Бронксе. В конце месяца через квалификацию Карлович попал на Открытый чемпионате США. В первом раунде он обыграл № 21 посева Феликса Мантилью, а во втором марокканца Хишама Арази. В третьем раунде его остановил № 12 посева Шенг Схалкен. Это выступление позволило Карловичу впервые подняться в топ-100 одиночного рейтинга. В сентябре он смог выйти в четвертьфинал турнира в Шанхае. По итогам сезона он занял 73-е место в рейтинге.
На дебютном Открытом чемпионате Австралии в 2004 году Карлович в первом раунде обыграл Марди Фиша, а в следующем уступил ещё одному американскому теннисисту Тодду Мартину. В апреле того же года он выигрывает «челленджер» в Калабасасе. В мае на турнире серии Мастерс в Риме хорват, начавший свой путь с квалификации, смог в начальных раундах выиграть у Томми Хааса и Фернандо Вердаско, а в третьем раунде проиграл № 9 в мире на тот момент Карлосу Мойе. На дебютном Открытом чемпионате Франции Иво уже в первом раунде проиграл Каролю Кучере. В 2004 году Карлович вновь удачно для себя выступил на Уимблдонском турнире. В первом раунде он одолел 14-го в мире Парадорна Шричапана — 3-6, 6-4, 6-4, 6-4, а в третьем круге испанца Фелисиано Лопеса. Пройдя в четвёртый раунд, он уступил первому в рейтинге теннисисту мира Роджеру Федереру — 3-6, 6-7(3), 6-7(5). В августе он принял участие на Олимпиаде, которая проводилась в Афинах. На ней он смог пройти в третий раунд, где проиграл испанцу Карлосу Мойе. На Открытом чемпионате США Карлович в пяти сетах проиграл на старте № 6 в мире Тиму Хенмену. В конце октября он вышел в четвертьфинал на турнире в Санкт-Петербурге.

### 2005—2008

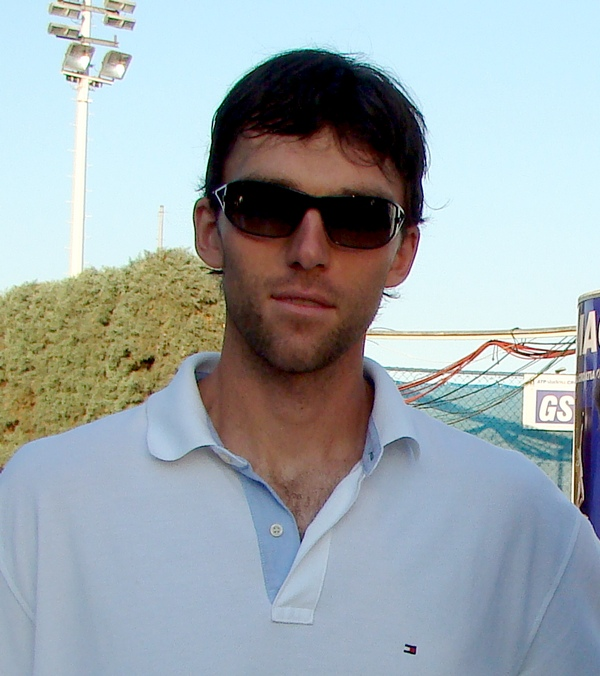
Карлович на турнире в Умаге 2008 года

На Открытых чемпионатах Австралии и Франции 2005 года Карлович вылетал уже на старте. В июне на травяном турнире в Лондоне в четвертьфинале он вновь побеждает Хьюитта (7-6(4), 6-3), а в полуфинале представителя топ-20 Томаса Юханссона и впервые выходит в финал турнира АТП-тура. В решающем матче он уступает № 4 в мире американцу Энди Роддику — 6-7(7), 6-7(4). На следующем турнире в Ноттингеме Карлович попадает в 1/4 финала. В первом раунде Уимблдонского турнира в матче против Даниэле Браччиали Иво сделал 51 эйс. Тот матч он проиграл, но смог повторить рекорд Йоахима Йоханссона по числу эйсов в одном матче. В августе на турнире в Вашингтоне он выходит в 1/4 финала. где уступает Энди Роддику. На Открытом чемпионате США во втором раунде он проигрывает на трёх Тай-брейках американцу Андре Агасси. В октябре на Мастерсе в Мадриде Карлович смог обыграть трёх сильных теннисистов: Грега Руседски (№ 38 в мире), Доминика Хрбаты (№ 22) и Энди Роддика (№ 3) и таким образом вышел в четвертьфинал. Путь дальше ему преградил девятая ракетка мира Давид Налбандян.
На Открытом чемпионате Австралии 2006 года Карлович в первом раунде проиграл Николаю Давыденко, а в парном разряде, выступив совместно с Яном Герных, дошёл до четвертьфинала. В феврале на турнире в Загребе он вышел в четвертьфинал. В конце месяца он выиграл парный трофей турнира Мемфисе в дуэте с Крисом Хаггардом. На турнире в Лас-Вегасе хорват добирается до полуфинала. Весной он выходит в четвертьфинал на турнирах в Барселоне и Мюнхене. Перед Ролан Гаррос он выступил на неофициальном Командном Кубке мира и смог стать его чемпионом в составе команды Хорватии. На Открытом чемпионате Франции он выбыл во втором раунде, а на Уимблдоне и Открытом чемпионате США в первом.
2007 год Иво начал с 1/4 финала турнира в Ченнаи. На Австралийском чемпионате он уступил в первом раунде Юргену Мельцеру. На теннисном турнире в Сан-Хосе в феврале Карлович во второй раз в карьере дошёл до финального матча, но проиграл британцу Энди Маррею со счётом 7-6(3), 4-6, 6-7(2). Свой первый одиночный турнир АТП он выиграл в апреле в Хьюстоне на грунтовом покрытии, обыграв в финале аргентинского теннисиста Мариано Сабалету (6-4, 6-1). На Открытом чемпионате Франции Карлович в первом раунде смог выбить из борьбы за титул № 8 мирового рейтинга Джеймса Блейка, но уже в следующем сам проиграл Йонасу Бьоркману в пяти сетах. В июне на травяном турнире в Лондоне он выходит в 1/4 финала, а на Уимблдоне на старте проигрывает в пяти сетах Фабрису Санторо.
В августе 2007 года на турнире в Вашингтоне он вышел в полуфинал. Такого же результата Карлович добился на турнире в Нью-Хэйвене. Открытый чемпионат США завершается для хорватского теннисиста в первом раунде, где он уступил Арно Клеману. В сентябре он выходит в 1/4 финала в Бангкоке. В октябре добирается до полуфинала в Токио, а затем выигрывает титул на турнире в Стокгольма, одержав победу в финале над Томасом Юханссоном — 6-3, 3-6, 6-1. В полуфинале того турнира он одержал юбилейную сотую победу на турнирах АТП. В конце октября он вышел в полуфинал турнира в Базеле, где проиграл лидеру мировой классификации Роджеру Федереру. За сезон 2007 года Карлович сделал 1318 эйсов что стало вторым показателем в истории, после Горана Иванишевича, который подал 1477 эйсов в 1996 году. Год он завершил на 22-м месте в рейтинге.
На Открытом чемпионате Австралии 2008 года Карлович впервые прошёл в стадию третьего раунда. В феврале, победив среди прочих № 12 в мире Томаша Бердыха он прошёл в полуфинал турнира в Роттердаме. В марте Иво поднимается в рейтинге в топ-20. На Ролан Гаррос он вылетел уже в первом раунде. При подготовке к Уимблдону Карлович смог выйти в четвертьфинал в Лондоне, где его продвижение остановил второй в мире Рафаэль Надаль, а затем смог выиграть чемпионский титул в Ноттингеме, переиграв в решающей встрече Фернандо Вердаско — 7-5, 6-7(4), 7-6(8). На самом Уимблдоне он неожиданно проиграл теннисисту из второй сотни Симону Штадлеру. Летом на Мастерсе в Цинциннати Карлович занёс себе в актив победу над первой ракеткой мира, одержанную в третьем раунде над Роджером Федерером (7-6(6), 4-6, 7-6(5)). В итоге он смог продвинуться по турнирной сетке до полуфинала, впервые пройдя в эту стадию на турнирах серии Мастерс. Этот результат также позволил хорвату достигнуть пикового в своей карьере — 14-го места рейтинга. На Открытом чемпионате США он выходит в третий раунд, где проигрывает Сэму Куэрри. В октябре на Мастерсе в Мадриде Карлович выиграл Робина Сёдерлинга и № 3 в мире Новака Джоковича (7-6(4) 7-6(5)). Дойдя до четвертьфинала, он уступает французу Жилю Симону.

### 2009—2012

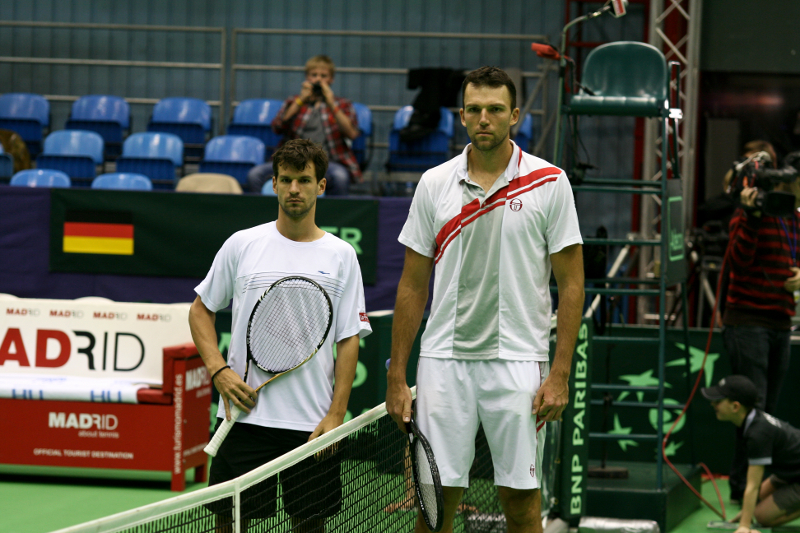
Карлович (справа) с Филиппом Пецшнером в матче Кубка Дэвиса 2009 года

На старте сезона 2009 года Карлович вышел в четвертьфинал турнира в Ченнаи. На Открытом чемпионате Австралии он во втором раунде проиграл своему соотечественнику Марио Анчичу. В мае он смог пройти в полуфинал на грунтовом турнире в Белграде. 24 мая 2009 года в первом круге Ролан Гаррос Карлович в матче против Ллейтона Хьюитта подал 55 эйсов и установил абсолютный рекорд АТП по количеству эйсов в 1 матче. И этот матч Иво по итогу уступил в 5 сетах. На турнире в Лондоне хорватский теннисист дошёл до четвертьфинала. На Уимблдонском турнире он смог обыграть Лукаша Лацко, Стива Дарси, Жо-Вильфрида Тсонга и Фернандо Вердаско и вышел в четвертьфинал, который стал для Карловича первым в одиночках на Больших шлемах. Из дальнейшего турнира его в трёх сетах выбил Роджер Федерер — 3-6, 5-7, 6-7(3). В августе он сыграл в 1/4 финала на турнире в Вашингтоне. На Открытом чемпионате США выбыл уже в первом раунде. 18 сентября 2009 года Карлович в домашнем полуфинальном матче Кубка Дэвиса Хорватия — Чехия, играя против Радека Штепанека, установил новый мировой рекорд по эйсам — 78. Несмотря на это, он вновь уступил в пяти сетах со счётом 7-6(5), 6-7(5), 6-7(6), 7-6(2), 14-16. Их Матч продолжался 5 часов 59 минут.. Рекорд продержался менее года и был побит на Уимблдоне-2010 Джоном Изнером и Николя Маю.
Свои выступления в 2010 году Карлович начинает с четвертьфинала на турнире в Дохе. На Открытом чемпионате Австралии он смог выиграть Радека Штепанека, Жюльена Беннето и Ивана Любичича. В четвёртом раунде Иво проигрывает второй ракетке мира Рафаэлю Надалю со счётом 4-6, 6-4, 4-6, 4-6. В парном розыгрыше Австралийского чемпионата он смог выйти в полуфинал, выступив совместно с Душаном Вемичем. В феврале на турнирах в Загребе и Мемфисе он выходит в 1/4 финала. Ещё на одном в Делрей-Бич Карлович вышел в финал, где в борьбе за титул проиграл Эрнесту Гулбису (2-6, 3-6). Выступления в 2010 году закончились для Карловича в мае из-за травмы ноги.
На первом для себя турнире в 2011 году в Дохе Карлович выходит в четвертьфинал. На Открытом чемпионате Австралии он вылетает в первом раунде. 5 марта 2011 года в парном матче 1/8 финала Кубка Дэвиса против сборной Германии, в котором Карлович вместе с Иваном Додигом уступил Кристоферу Касу и Филиппу Пецшнеру со счётом 3-6, 6-3, 7-5, 3-6, 4-6, Иво выполнил подачу со скоростью 251 км/ч, установив тем самым абсолютный мировой рекорд и побив рекорд Энди Роддика, подавшего со скоростью 249,4 км/ч в полуфинале Кубка Дэвиса 2004 года. На турнире серии Мастерс в Индиан-Уэлсе хорват смог обыграть четырёх соперников, среди которых был № 6 в мире Давид Феррер (7-6(3), 6-3). Выйдя в четвертьфинал, Карлович проиграл лидеру мировой классификации Рафаэлю Надалю (7-5, 1-6, 6-7(7)). В апреле на грунтовом турнире в Хьюстоне он смог выйти в полуфинал. На Открытом чемпионате Франции в первом раунде Карлович проигрывает Хуану Мартину дель Потро, а на Уимблдонском турнире во втором раунде Лукашу Куботу. На Открытом чемпионате США его результатом становится выход в третий раунд. В октябре Иво сыграл на двух «челленджерах» в Сакраменто и Тибуроне и смог на обоих одержать победу.
На Открытом чемпионате Австралии 2012 года Карлович проходит до третьего раунда, где его останавливает Роджер Федерер. В феврале на турнире в Загребе он вышел в четвертьфинал. На Открытом чемпионате Франции он выбывает уже в первом раунде, а на Уимблдоне во втором, проиграв № 4 в мире Энди Маррею (5-7, 7-6(5), 2-6, 6-7(4)). Следующий раз на корт вышел почти через два месяца, сыграв на Открытом чемпионате США, где он проигрывает на старте. В сентябре Карлович попадает в 1/4 финала в Меце, а в октябре в полуфинал в Москве.

### 2013—2016

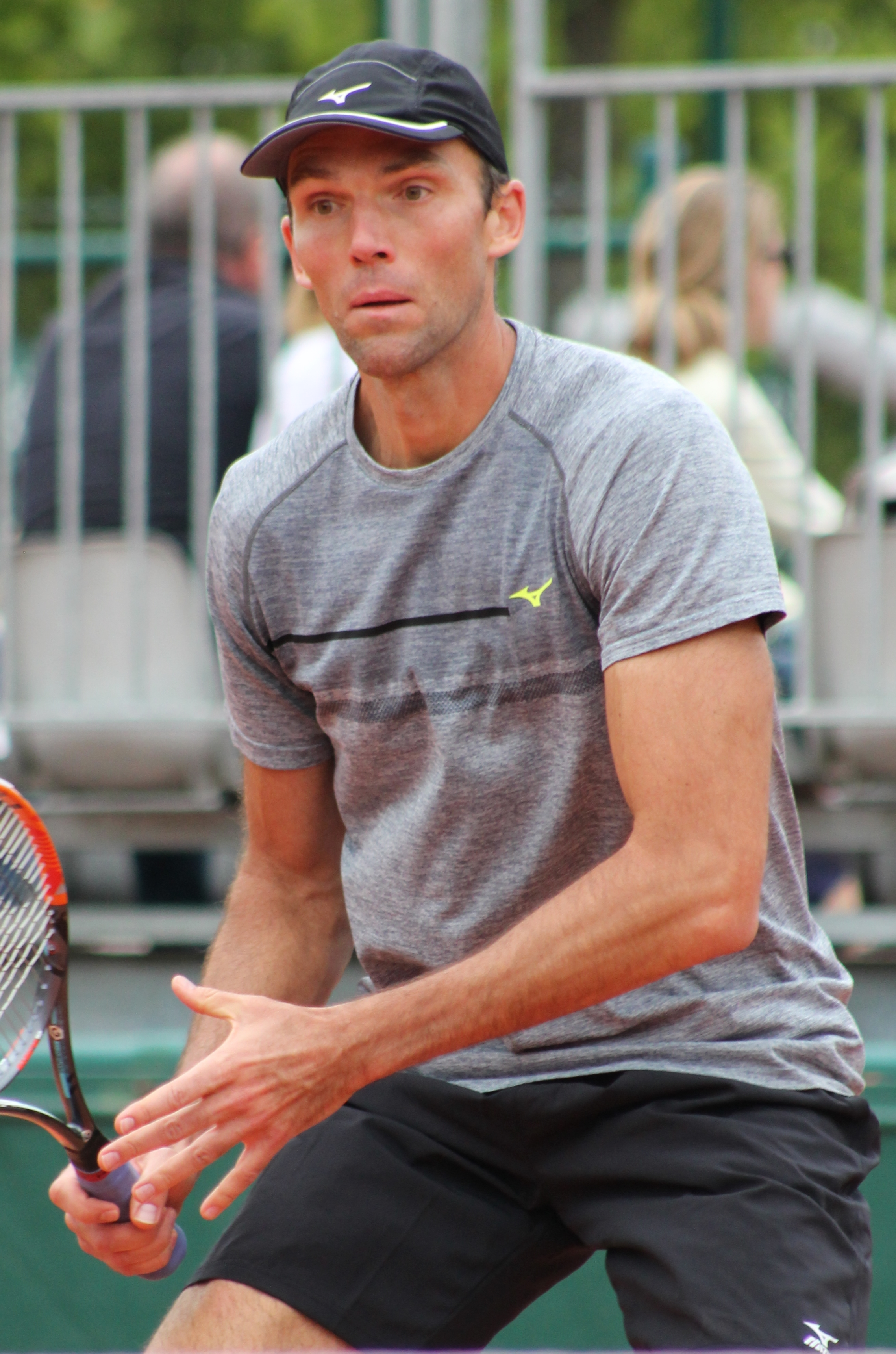
Карлович на Открытом чемпионате Франции 2016 года

На Открытом чемпионате Австралии 2013 года Иво проиграл в первом же раунде. Первую часть сезона он выступает нестабильно, выбывая с турниров на ранних стадиях. Первый раз в четвертьфинал в сезоне он выходит в июле на травяном турнире в Ньюпорте. Через неделю после этого Карлович смог выиграть первый за пять лет титул АТП, переиграв в финале турнира в Боготе местного теннисиста Алехандро Фалью — 6-3, 7-6(4). На Открытый чемпионат США ему пришлось пробиваться через квалификацию, что он успехом и сделал, а остановил Карловича во втором раунде № 10 в мире Станислас Вавринка. Осенью лучшим результатом для хорвата стал выход в полуфинал на турнире в Москве.
На старте Австралийского чемпионата 2014 года Карлович проиграл соотечественнику Ивану Додигу. В феврале на зальном хардовом турнире в Мемфисе он смог выйти в финал, где проиграл японцу Кэю Нисикори — 4-6 6-7(7). На турнире в Акапулько Иво вышел в четвертьфинал. За неделю до Ролан Гаррос хорвату удалось выйти в финал турнира в Дюссельдорфе, где он уступает Филиппу Кольшрайберу со счётом 2-6, 6-7(4). На Открытом чемпионате Франции он доходит до третьего раунда, а на Уимблдоне выбывает в первом. В июле Карлович дважды сыграл в финал турниров АТП. Сначала в Ньюпорте на траве он сыграл в матче за титул против Ллейтона Хьюитта и проиграл со счётом 3-6, 7-6(4), 6-7(3), а затем в Боготе на харде уступил в финале другому представителю Австралии Бернарду Томичу — 6-7(5), 6-3, 6-7(4). На Открытом чемпионате США он в упорной пятисетовой борьбе проиграл Марселю Гранольерсу в матче второго раунда. На турнире в Вене в октябре Иво выходит в 1/4 финала, а на турнире в Базеле до полуфинала. По итогам сезона он занял 27-е место рейтинга.
В январе 2015 года в четвертьфинале турнира в Дохе Карловичу удалось переиграть первую ракетку мира Новака Джоковича — 6-7(2), 7-6(6), 6-4, однако в полуфинале он уже сам оказался проигравшим, уступив Давиду Ферреру. На Открытом чемпионате Австралии он терпит поражение во втором раунде от Ника Кирьоса. В феврале Иво стал чемпионом турнира в Делрей-Бич, выиграв решающий матч у американца Дональда Янга — 6-3, 6-3. На турнирах в Акапулько и Бухаресте он дошёл до четвертьфинала. На кортах Ролан Гаррос Карлович выбыл уже в первом раунде. В июне на траве в Хертогенбос, где в одиночном турнире он вышел в четвертьфинал, Иво смог выиграть парные соревнования, сыграв на турнире в дуэте с Лукашем Куботом. На следующем травяном турнире в Халле он смог обыграть в матче 1/4 финала № 6 в мире Томаша Бердыха (7-5, 6-7(8), 6-3), а в полуфинале не смог найти ключ к победе в матче против Роджера Федерера и проиграл со счётом 6-7(3,) 6-7(4). Среди тех кого Карлович смог выиграть на Уимблдонском турнире оказался Жо-Вильфрида Тсонга, посеянный под номером 13 (7-6(3), 4-6, 7-6(2), 7-6(9)). Благодаря этой победе он вышел в четвёртый раунд, где не смог обыграть № 3 в мире Энди Маррея (6-7(7), 4-6, 7-5, 4-6).
В июле 2015 года Карлович выходит в финал ещё одного турнира на траве в Ньюпорте. В борьбе за титул он уступил Радживу Раму — 6-7(5), 7-5, 6-7(2). На турнире в Боготе Иво проходит до стадии полуфинала. В матче второго раунда Мастерса в Монреале он смог обыграть канадского представителя в топ-10 Милоша Раонича (7-6(1), 7-6(1)), но в следующем раунде уже сам проигрывает Жереми Шарди из Франции. На Открытом чемпионате США в матче второго раунда Карловича обыграл чешский теннисист Иржи Веселый. Лучшими результатами, показанными Карловичем на осенней стадии, стали выходы в четвертьфинал на турнирах
в Куала-Лумпуре, Вене и Базеле. 2015 год он заканчивает на 23-й строчке мирового рейтинга.
Начало сезона 2016 года сложилось для Карловича не удачно. С января по апрель он сыграл на шести турнирах, где каждый раз проигрывал стартовый матч и таким образом его проигрышная серия на официальных турнирах, начиная с прошлого сезона, достигла отметки восемь игр подряд. Закончить эту неприятную серию Иво смог на турнире в Стамбуле, где он вышел в полуфинал. На Открытом чемпионате Франции он проходит до третьего раунда, где его соперником стал Энди Маррей, который и прошёл дальше. В июне на турнире в Хертогенбосе Карлович смог выступить в полуфинале. На Уимблдонском турнире он проиграл во втором раунде словаку Лукашу Лацко. Вторая половина сезона сложилась для Карловича успешно. В середине июля он выиграл турнир в Ньюпорте, победив в финале Жиля Мюллера — 6-7(2), 7-6(5), 7-6(12). после этого он смог выйти в финал хардового турнира в Вашингтоне, где уже уступил Гаэлю Монфису. В августе он берёт ещё один титул на новом в календаре турнире в Кабо-Сан-Лукасе. В решающем поединке он переиграл Фелисиано Лопеса со счётом 7-6(5), 6-2. Удачная серия позволила Карловичу на время вернуть себе место в топ-20 мирового рейтинга. На Открытом чемпионате США он впервые в своей карьере вышел в четвёртый раунд, но дальше продвинутся не смог, проиграв № 7 в мире Кэю Нисикори. В осенней стадии Карлович смог выйти в 1/4 финала в Токио и Стокгольме, а также в полуфинал в Вене. В конце ноября в составе Сборной Хорватии Иво принял участие в финале Кубка Дэвиса против сборной Аргентины. Иво не смог помочь своей команде и проиграл два своих поединка, а Хорватия в итоге уступила с общим счётом 2-3. По итогам сезона 2016 года впервые в своей карьере финишировал в топ-20, заняв там последнее 20-е место.

### 2017—2021 (возрастные рекорды)
На старте 2017 года Карлович сыграл в четвертьфинале турнира в Дохе. На Открытом чемпионате Австралии он вышел в третий раунд, что стало лучшим результатом на Больших шлемах в сезоне. В июне хорват хорошо сыграл на травяном турнире в Хертогенбосе. Пройдя в полуфинал, он смог на этой стадии обыграть № 7 в мире Марина Чилича также из Хорватии (7:6, 5:7, 7:6). В финале Карлович проиграл Жилю Мюллеру (6:7, 6:7).
В январе 2018 года на Открытом чемпионате Австралии Карлович доиграл до третьего раунда и сыграл два сложных пятисетовых матча. Во втором раунде он за четыре с половиной часа обыграл Юити Сугиту из Японии (в последнем сете счёт был 12:10 в пользу хорвата, а в третьем раунде почти за четыре часа проиграл Андреасу Сеппи из Италии (счёт пятого сета 7:9). В феврале удалось выйти в четвертьфинал турнира в Нью-Йорке, а в апреле в полуфинал в Хьюстоне. На остальных турнирах он выступал неудачно и в июне покинул топ-100 мирового рейтинга. Низкий рейтинг не позволял классифицироваться на турнире основного тура и осенью он играл на турнирах младшей серии «челленджер». В октябре Карлович впервые за два года выиграл титул и произошло это на «челленджере» в Канаде. В финале турнира он обыграл теннисиста из Австралии Джордана Томпсона со счётом 7:6, 6:3. Иво Карлович в возрасте 39 лет стал самым возрастным победителем турнира серии «челленджер». К концу сезона он вернулся в топ-100.
На первой неделе 2019 года Карлович сумел выйти в решающий матч на турнире в Пуне. В финале ему противостоял южноафриканец Кевин Андерсон. Матч завершился победой теннисиста из ЮАР в трёх сетах, каждый из которых закончился тай-брейком. Карлович в возрасте 39 лет 10 месяцев стал самым возрастным участником одиночного финала турниров ATP с 1977 года. На Открытом чемпионате Австралии ему удалось навязать борьбу девятой ракетки мира Кэю Нисикори, но проиграл на тай-брейке пятого сета. В феврале хорвату исполнилось 40 лет, а в марте на мастерсе в Индиан-Уэлсе он стал первым с 1995 года теннисистом кому удалось выиграть матч в основном туре. В целом на том мастерсе получилось выйти в четвёртый раунд и установить новый рекорд, став самым возрастным тенниситом на этой стадии на турнирах серии мастерс.
Ещё один возрастной рекорд произошёл в первом раунде Открытого чемпионата Франции. Сыграв против ещё одного ветерана Фелисиано Лопеса, он провёл самый возрастной матч в истории Ролан Гаррос (суммарный возраст игроков был 77 лет), а выиграв в нём стал самым возрастным победителем матча Большого шлема с 1978 года. На Уимблдоне он выиграл ещё один матч и прошёл во второй раунд, а на Открытом чемпионате США проиграл в первом раунде Фрэнсису Тиафо, отказавшись при счёте 1:2 в третьем сете от продолжения борьбы. В конце сезона он вышел в финал «челленджера» в Хьюстоне и 17-й год подряд завершил сезон в топ-100.
Продлить серию сезонов в первой сотне Карловичу не удалось и 2020 год он завершил за пределами топ-100. На Открытом чемпионате Австралии в возрасте 40 лет ему удалось выйти во второй раунд. Следующий сезон стал последним в карьере Карловича. На Открытом чемпионате США 2021 года 42-летний хорват смог пройти три раунда квалификации и попасть на свой 63-й Большой шлем в одиночном разряде, однако проиграл в первом же раунде Андрею Рублёву. В октябре Карловичу не удалось пройти квалификацию на мастерс в Индиан-Уэлсе и после этого он не выступал на профессиональном корте.

## Рейтинг на конец года
| Год  | Одиночный рейтинг | Парный рейтинг |
| 2021 | 279               |                |
| 2020 | 147               |                |
| 2019 | 95                |                |
| 2018 | 100               | 270            |
| 2017 | 80                |                |
| 2016 | 20                |                |
| 2015 | 23                | 277            |
| 2014 | 27                | 812            |
| 2013 | 78                | 248            |
| 2012 | 100               | 140            |
| 2011 | 56                | 162            |
| 2010 | 73                | 82             |
| 2009 | 37                | 176            |
| 2008 | 26                | 375            |
| 2007 | 22                | 153            |
| 2006 | 98                | 66             |
| 2005 | 70                | 109            |
| 2004 | 61                | 87             |
| 2003 | 73                | 278            |
| 2002 | 201               | 287            |
| 2001 | 193               | 217            |
| 2000 | 286               | 411            |
| 1999 | 525               | 297            |
| 1998 | 680               | 356            |
| 1997 | 1366              | 373            |
| 1996 |                   | 509            |
| 1995 |                   | 688            |

## Выступления на турнирах

### Финалы турниров ATP в одиночном разряде (19)

#### Победы (8)
| Титулы                             |
| ---------------------------------- |
| Турниры Большого шлема (0)         |
| Итоговый турнир ATP (0)            |
| ATP Мастерс / ATP Мастерс 1000 (0) |
| АТР Gold / АТР 500 (0+1)*          |
| АТР International / АТР 250 (8+1)  |

| Титулы по покрытиям | Титулы по месту проведения матчей турнира |
| ------------------- | ----------------------------------------- |
| Хард (4+1)*         | Зал (1+1)                                 |
| Грунт (1)           | Зал (1+1)                                 |
| Трава (3+1)         | Открытый воздух (7+1)                     |
| Ковёр (0)           | Открытый воздух (7+1)                     |

* количество побед в одиночном разряде + количество побед в парном разряде.
| №  | Дата            | Турнир                        | Покрытие   | Соперник в финале | Счёт                  |
| 1. | 15 апреля 2007  | Хьюстон, США                  | Грунт      | Мариано Сабалета  | 6-4 6-1               |
| 2. | 23 июня 2007    | Ноттингем, Великобритания     | Трава      | Арно Клеман       | 3-6 6-4 6-4           |
| 3. | 14 октября 2007 | Стокгольм, Швеция             | Хард (зал) | Томас Юханссон    | 6-3 3-6 6-1           |
| 4. | 21 июня 2008    | Ноттингем, Великобритания (2) | Трава      | Фернандо Вердаско | 7-5 6-7(4) 7-6(8)     |
| 5. | 21 июля 2013    | Богота, Колумбия              | Хард       | Алехандро Фалья   | 6-3 7-6(4)            |
| 6. | 22 февраля 2015 | Делрей-Бич, США               | Хард       | Дональд Янг       | 6-3 6-3               |
| 7. | 17 июля 2016    | Ньюпорт, США                  | Трава      | Жиль Мюллер       | 6-7(2) 7-6(5) 7-6(12) |
| 8. | 13 августа 2016 | Кабо-Сан-Лукас, Мексика       | Хард       | Фелисиано Лопес   | 7-6(5) 6-2            |

#### Поражения (11)
| №   | Дата            | Турнир                  | Покрытие   | Соперник в финале  | Счёт                 |
| 1.  | 12 июня 2005    | Лондон, Великобритания  | Трава      | Энди Роддик        | 6-7(7) 6-7(4)        |
| 2.  | 18 февраля 2007 | Сан-Хосе, США           | Хард (зал) | Энди Маррей        | 7-6(3) 4-6 6-7(2)    |
| 3.  | 28 февраля 2010 | Делрей-Бич, США         | Хард       | Эрнест Гулбис      | 2-6 3-6              |
| 4.  | 16 февраля 2014 | Мемфис, США             | Хард (зал) | Кэй Нисикори       | 4-6 6-7(0)           |
| 5.  | 24 мая 2014     | Дюссельдорф, Германия   | Грунт      | Филипп Кольшрайбер | 2-6 6-7(4)           |
| 6.  | 13 июля 2014    | Ньюпорт, США            | Трава      | Ллейтон Хьюитт     | 3-6 7-6(4) 6-7(3)    |
| 7.  | 20 июля 2014    | Богота, Колумбия        | Хард       | Бернард Томич      | 6-7(5) 6-3 6-7(4)    |
| 8.  | 19 июля 2015    | Ньюпорт, США (2)        | Трава      | Раджив Рам         | 6-7(5) 7-5 6-7(2)    |
| 9.  | 24 июля 2016    | Вашингтон, США          | Хард       | Гаэль Монфис       | 7-5 6-7(6) 4-6       |
| 10. | 18 июня 2017    | Хертогенбос, Нидерланды | Трава      | Жиль Мюллер        | 6-7(5) 6-7(4)        |
| 11. | 5 января 2019   | Пуна, Индия             | Хард       | Кевин Андерсон     | 6-7(4) 7-6(2) 6-7(5) |

### Финалы челленджеров и фьючерсов в одиночном разряде (20)

#### Победы (11)
| Условные обозначения |
| Челленджеры (7)*     |
| Фьючерсы (4+13)      |

| Титулы по покрытиям | Титулы по месту проведения матчей турнира |
| ------------------- | ----------------------------------------- |
| Хард (9+1)*         | Зал (4+3)                                 |
| Грунт (1+10)        | Зал (4+3)                                 |
| Трава (0)           | Открытый воздух (7+10)                    |
| Ковёр (1+2)         | Открытый воздух (7+10)                    |

* количество побед в одиночном разряде + количество побед в парном разряде.
| №   | Дата             | Турнир           | Покрытие    | Соперник в финале    | Счёт                 |
| 1.  | 19 марта 2000    | Дуэ, Франция     | Ковёр (зал) | Оливье Рохус         | 7-6(5) 7-6(5)        |
| 2.  | 24 сентября 2000 | Мюлуз, Франция   | Хард (зал)  | Антони Дюпюи         | 6-7(4) 7-6(5) 6-4    |
| 3.  | 18 мая 2001      | Крамзах, Австрия | Грунт       | Марк Форнель Местрес | 6-3 6-3              |
| 4.  | 1 декабря 2001   | Эрбана, США      | Хард (зал)  | Робби Джинепри       | 6-4 7-6(5)           |
| 5.  | 31 марта 2002    | Пенсакола, США   | Хард        | Марк Силва           | 7-6(3) 6-4           |
| 6.  | 10 августа 2003  | Бингемтон, США   | Хард        | Николя Томанн        | 7-6(6) 6-7(6) 7-6(4) |
| 7.  | 17 августа 2003  | Бронкс, США      | Хард        | Дмитрий Турсунов     | 6-3 6-3              |
| 8.  | 11 апреля 2004   | Калабасас, США   | Хард        | Александр Богомолов  | 7-6(3) 6-3           |
| 9.  | 9 октября 2011   | Сакраменто, США  | Хард        | Джеймс Блейк         | 6-4 3-6 6-4          |
| 10. | 16 октября 2011  | Тибурон, США     | Хард        | Сэм Куэрри           | 6-7(2) 6-1 6-4       |
| 11. | 21 октября 2018  | Калгари, Канада  | Хард (зал)  | Джордан Томпсон      | 7-6(3) 6-3           |

#### Поражения (9)
| №  | Дата             | Турнир                    | Покрытие    | Соперник в финале    | Счёт                 |
| 1. | 30 августа 1998  | Умаг, Хорватия            | Грунт       | Желько Краян         | 3-6 6-3 3-6          |
| 2. | 26 сентября 1999 | Оберхахинг, Германия      | Ковёр (зал) | Радим Житко          | 1-6 2-6              |
| 3. | 6 февраля 2000   | Истборн, Великобритания   | Ковёр (зал) | Хельге Колл-Фрафьорд | 6-7(4) 6-7(2)        |
| 4. | 27 февраля 2000  | Загреб, Хорватия          | Хард (зал)  | Марио Анчич          | 6-7(14) 4-6          |
| 5. | 29 июня 2002     | Андорра-ла-Велья, Андорра | Хард        | Дик Норман           | 4-6 4-6              |
| 6. | 5 июня 2005      | Сербитон, Великобритания  | Трава       | Даниэле Браччали     | 7-6(0) 6-7(5) 6-7(4) |
| 7. | 10 июня 2007     | Сербитон, Великобритания  | Трава       | Жо-Вильфрид Тсонга   | 3-6 6-7(4)           |
| 8. | 7 октября 2018   | Монтеррей, Мексика        | Хард        | Давид Феррер         | 3-6 4-6              |
| 9. | 17 ноября 2019   | Хьюстон, США              | Хард        | Маркос Хирон         | 5-7 7-6(5) 6-7(9)    |

### Финалы турнировATPв парном разряде (3)

#### Победы (2)
| №  | Дата            | Турнир                  | Покрытие   | Партнёр      | Соперники в финале       | Счёт           |
| 1. | 26 февраля 2006 | Мемфис, США             | Хард (зал) | Крис Хаггард | Джеймс Блейк Марди Фиш   | 0-6 7-5 [10-5] |
| 2. | 14 июня 2015    | Хертогенбос, Нидерланды | Трава      | Лукаш Кубот  | Николя Маю Пьер-Юг Эрбер | 6-2 7-6(9)     |

#### Поражения (1)
| №  | Дата         | Турнир            | Покрытие | Партнёр            | Соперники в финале                    | Счёт           |
| 1. | 29 июля 2007 | Индианаполис, США | Хард     | Теймураз Габашвили | Хуан Мартин дель Потро Тревис Пэрротт | 6-3 2-6 [6-10] |

### Финалы челленджеров и фьючерсов в парном разряде (26)

#### Победы (13)
| №   | Дата            | Турнир                | Покрытие    | Партнёр                | Соперники в финале              | Счёт              |
| 1.  | 22 марта 1996   | Ичичи, Хорватия       | Грунт       | Марсело Хутманн-Манола | Бранислав Галик Иржи Пеликан    | 6-3 4-6 6-4       |
| 2.  | 21 июня 1996    | Мали-Лошинь, Хорватия | Грунт       | Крешимир Ритц          | Блаж Трупей Зига Янсковец       | 7-6 6-3           |
| 3.  | 20 июня 1997    | Мали-Лошинь, Хорватия | Грунт       | Томислав Прпич         | Блаж Трупей Гордан Янкович      | 6-4 6-2           |
| 4.  | 10 июля 1997    | Мали-Лошинь, Хорватия | Грунт       | Гордан Янкович         | Йосип Думанич Владимир Север    | 7-5 6-2           |
| 5.  | 8 мая 1998      | Сплит, Хорватия       | Грунт       | Желько Краян           | Борис Боргула Томаш Цатар       | 6-3 6-4           |
| 6.  | 15 мая 1998     | Сплит, Хорватия       | Грунт       | Желько Краян           | Йосип Думанич Владимир Север    | 4-6 7-5 6-4       |
| 7.  | 22 мая 1998     | Сплит, Хорватия       | Грунт       | Желько Краян           | Стефан Матьё Оливье Морель      | 7-6 6-0           |
| 8.  | 16 августа 1998 | Умаг, Хорватия        | Грунт       | Ловро Зовко            | Яка Божич Марко Пор             | 7-5 7-6           |
| 9.  | 16 апреля 1999  | Макарска, Хорватия    | Грунт       | Горан Орешич           | Крешимир Ритц Иван Цинкус       | 6-4 6-4           |
| 10. | 23 апреля 1999  | Макарска, Хорватия    | Грунт       | Горан Орешич           | Корнель Бардоцки Петер Мадараши | 6-2 6-2           |
| 11. | 27 февраля 2000 | Загреб, Хорватия      | Хард (зал)  | Клеменс Триммель       | Тапио Нурминен Янне Ояла        | 6-4 6-4           |
| 12. | 26 марта 2000   | Пуатье, Франция       | Ковёр (зал) | Максим Бойе            | Роберт Линдстедт Фредрик Ловен  | 5-7 6-3 7-6(1)    |
| 13. | 25 марта 2001   | Пуатье, Франция       | Ковёр (зал) | Ловро Зовко            | Ив Аллегро Арно Фонтен          | 7-6(3) 6-7(5) 6-2 |

#### Поражения (13)
| №   | Дата            | Турнир                  | Покрытие    | Партнёр            | Соперники в финале                   | Счёт              |
| 1.  | 19 июля 1996    | Мурска-Собота, Словения | Грунт       | Горан Орешич       | Грегор Крушич Марсело Хутманн-Манола | 4-6 6-7           |
| 2.  | 11 апреля 1997  | Ичичи, Хорватия         | Грунт       | Ивица Анчич        | Карлос Гомес Диас Грегор Крушич      | 4-6 6-4 2-6       |
| 3.  | 9 мая 1997      | Сплит, Хорватия         | Грунт       | Ивица Анчич        | Дамир Баришич Эмануэль Расбергер     | 4-6 4-6           |
| 4.  | 29 мая 1998     | Сплит, Хорватия         | Грунт       | Желько Краян       | Стефан Матьё Оливье Морель           | 2-6 7-6 2-6       |
| 5.  | 28 июня 1998    | Вели-Лошинь, Хорватия   | Грунт       | Игорь Сарич        | Желько Краян Саша Хиршзон            | 6-7 3-6           |
| 6.  | 23 августа 1998 | Умаг, Хорватия          | Грунт       | Ловро Зовко        | Симон Аспелин Хельге Колл-Фрафьорд   | 5-7 4-6           |
| 7.  | 16 мая 1999     | Верона, Италия          | Грунт       | Горан Орешич       | Массимо Ардинги Филиппо Мессори      | 4-6 6-7           |
| 8.  | 25 июля 1999    | Порторож, Словения      | Грунт       | Горан Орешич       | Петр Ковачка Леош Фридль             | 5-7 4-6           |
| 9.  | 11 декабря 1999 | Джайпур, Индия          | Трава       | Юрий Щукин         | Томаш Анзари Сатоси Ивабути          | 6-7(6) 6-4 6-7(5) |
| 10. | 13 февраля 2000 | Чигуэлл, Великобритания | Ковёр (зал) | Максим Бойе        | Джеймс Дэвидсон Фредрик Ловен        | 6-7(1) 6-7(5)     |
| 11. | 6 мая 2001      | Эслинген, Германия      | Грунт       | Пол Бакканелло     | Александр Васке Франц Штаудер        | 5-7 6-1 4-6       |
| 12. | 3 июня 2001     | Салвадор, Бразилия      | Хард        | Алехандро Эрнандес | Даниэль Мело Адриано Феррейра        | 6-1 3-6 6-7(3)    |
| 13. | 1 декабря 2002  | Иокогама, Япония        | Ковёр (зал) | Марк Нильсен       | Лу Яньсюнь Данай Удомчоке            | 6-7(5) 3-6        |

### Финалы командных турниров (2)

#### Победы (1)
| №  | Год  | Турнир               | Команда                                      | Соперник в финале                                           | Счёт |
| 1. | 2006 | Командный Кубок мира | Хорватия · М. Анчич, И. Карлович, И. Любичич | Германия · А. Васке, М. Кольманн, Н. Кифер, Ф. Кольшрайбер, | 2-1  |

#### Поражения (1)
| №  | Год  | Турнир       | Команда                             | Соперник в финале                             | Счёт |
| 1. | 2016 | Кубок Дэвиса | Хорватия И.Додиг,И.Карлович,М.Чилич | Аргентина Ф.Дельбонис,Х. М.дель Потро,Л.Майер | 2-3  |

## История выступлений на турнирах
| Турнир                       | 2000          | 2001          | 2002          | 2003          | 2004          | 2005          | 2006          | 2007          | 2008          | 2009                    | 2010                    | 2011                    | 2012                    | 2013                    | 2014                    | 2015                    | 2016                    | 2017                    | 2018                    | 2019                    | 2020                    | 2021                    | Итог   | В/П за карьеру |
| ---------------------------- | ------------- | ------------- | ------------- | ------------- | ------------- | ------------- | ------------- | ------------- | ------------- | ----------------------- | ----------------------- | ----------------------- | ----------------------- | ----------------------- | ----------------------- | ----------------------- | ----------------------- | ----------------------- | ----------------------- | ----------------------- | ----------------------- | ----------------------- | ------ | -------------- |
| Турниры Большого шлема       |               |               |               |               |               |               |               |               |               |                         |                         |                         |                         |                         |                         |                         |                         |                         |                         |                         |                         |                         |        |                |
| Открытый чемпионат Австралии | -             | К             | К             | -             | 2Р            | 1Р            | 1Р            | 1Р            | 3Р            | 2Р                      | 4Р                      | 1Р                      | 3Р                      | 1Р                      | 1Р                      | 2Р                      | 1Р                      | 3Р                      | 3Р                      | 2Р                      | 2Р                      | -                       | 0 / 17 | 16-17          |
| Открытый чемпионат Франции   | -             | -             | К             | К             | 1Р            | 1Р            | 2Р            | 2Р            | 1Р            | 1Р                      | -                       | 1Р                      | 1Р                      | -                       | 3Р                      | 1Р                      | 3Р                      | 2Р                      | 1Р                      | 2Р                      | К                       | -                       | 0 / 14 | 8-14           |
| Уимблдонский турнир          | К             | К             | К             | 3Р            | 4Р            | 1Р            | 1Р            | 1Р            | 1Р            | 1/4                     | -                       | 2Р                      | 2Р                      | -                       | 1Р                      | 4Р                      | 2Р                      | 1Р                      | 2Р                      | 2Р                      | НП                      | К                       | 0 / 15 | 17-15          |
| Открытый чемпионат США       | К             | К             | К             | 3Р            | 1Р            | 2Р            | 1Р            | 1Р            | 3Р            | 1Р                      | -                       | 3Р                      | 1Р                      | 2Р                      | 2Р                      | 2Р                      | 4Р                      | 1Р                      | К                       | 1Р                      | 1Р                      | 1Р                      | 0 / 17 | 13-17          |
| Итог                         | 0 / 0         | 0 / 0         | 0 / 0         | 0 / 2         | 0 / 4         | 0 / 4         | 0 / 4         | 0 / 4         | 0 / 4         | 0 / 4                   | 0 / 1                   | 0 / 4                   | 0 / 4                   | 0 / 2                   | 0 / 4                   | 0 / 4                   | 0 / 4                   | 0 / 4                   | 0 / 3                   | 0 / 4                   | 0 / 2                   | 0 / 1                   | 0 / 63 |                |
| В/П в сезоне                 | 0-0           | 0-0           | 0-0           | 4-2           | 4-4           | 1-4           | 1-4           | 1-4           | 4-4           | 5-4                     | 3-1                     | 3-4                     | 3-4                     | 4-2                     | 3-4                     | 5-4                     | 6-4                     | 3-4                     | 3-3                     | 3-4                     | 1-2                     | 0-1                     |        | 54-63          |
| Олимпийские игры             |               |               |               |               |               |               |               |               |               |                         |                         |                         |                         |                         |                         |                         |                         |                         |                         |                         |                         |                         |        |                |
| Летняя олимпиада             | -             | Не проводился | Не проводился | Не проводился | 3Р            | Не проводился | Не проводился | Не проводился | -             | Не проводился           | Не проводился           | Не проводился           | -                       | Не проводился           | Не проводился           | Не проводился           | -                       | Не проводился           | Не проводился           | Не проводился           | Не проводился           | -                       | 0 / 1  | 2-1            |
| Турниры Мастерс              |               |               |               |               |               |               |               |               |               |                         |                         |                         |                         |                         |                         |                         |                         |                         |                         |                         |                         |                         |        |                |
| Индиан-Уэлс                  | -             | -             | -             | -             | 1Р            | 2Р            | 2Р            | К             | 3Р            | 3Р                      | 2Р                      | 1/4                     | 1Р                      | 2Р                      | 2Р                      | 2Р                      | -                       | 2Р                      | 1Р                      | 4Р                      | НП                      | К                       | 0 / 14 | 13-14          |
| Майами                       | -             | -             | -             | -             | 1Р            | 1Р            | 1Р            | 1Р            | 2Р            | 2Р                      | 3Р                      | 1Р                      | 2Р                      | К                       | 2Р                      | 2Р                      | -                       | 3Р                      | 1Р                      | 1Р                      | НП                      | К                       | 0 / 14 | 4-14           |
| Монте-Карло                  | -             | -             | -             | -             | -             | 1Р            | 1Р            | -             | 2Р            | 2Р                      | -                       | -                       | -                       | -                       | 1Р                      | -                       | 1Р                      | -                       | -                       | -                       | НП                      | -                       | 0 / 6  | 2-6            |
| Мадрид                       | -             | -             | -             | -             | 1Р            | 1/4           | -             | 3Р            | 1/4           | 2Р                      | 2Р                      | 1Р                      | 1Р                      | -                       | -                       | 1Р                      | 1Р                      | 2Р                      | -                       | -                       | НП                      | -                       | 0 / 11 | 10-11          |
| Рим                          | -             | -             | -             | -             | 3Р            | К             | -             | К             | 3Р            | 2Р                      | -                       | 1Р                      | К                       | -                       | 2Р                      | -                       | 1Р                      | -                       | -                       | -                       | -                       | -                       | 0 / 6  | 6-6            |
| Торонто/Монреаль             | -             | -             | К             | -             | 1Р            | 1Р            | -             | 2Р            | -             | 1Р                      | -                       | 3Р                      | -                       | К                       | 2Р                      | 3Р                      | 3Р                      | -                       | -                       | К                       | НП                      | -                       | 0 / 8  | 8-8            |
| Цинциннати                   | -             | -             | -             | -             | 3Р            | К             | -             | 1Р            | 1/2           | 2Р                      | -                       | 2Р                      | -                       | К                       | 1Р                      | 3Р                      | 1Р                      | 3Р                      | К                       | 1Р                      | -                       | -                       | 0 / 10 | 12-10          |
| Шанхай                       | Не проводился | Не проводился | Не проводился | Не проводился | Не проводился | Не проводился | Не проводился | Не проводился | Не проводился | 1Р                      | -                       | -                       | -                       | -                       | 3Р                      | 2Р                      | 1Р                      | 1Р                      | -                       | -                       | Не проводился           | Не проводился           | 0 / 5  | 3-5            |
| Париж                        | -             | K             | -             | K             | K             | -             | -             | 2Р            | 1Р            | 2Р                      | -                       | -                       | -                       | K                       | 1Р                      | 1Р                      | 2Р                      | -                       | -                       | -                       | -                       | -                       | 0 / 6  | 3-6            |
| Гамбург                      | -             | -             | -             | -             | -             | 1Р            | -             | -             | 3Р            | Не турнир серии Мастерс | Не турнир серии Мастерс | Не турнир серии Мастерс | Не турнир серии Мастерс | Не турнир серии Мастерс | Не турнир серии Мастерс | Не турнир серии Мастерс | Не турнир серии Мастерс | Не турнир серии Мастерс | Не турнир серии Мастерс | Не турнир серии Мастерс | Не турнир серии Мастерс | Не турнир серии Мастерс | 0 / 2  | 2-2            |
| Статистика за карьеру        |               |               |               |               |               |               |               |               |               |                         |                         |                         |                         |                         |                         |                         |                         |                         |                         |                         |                         |                         |        |                |
| Проведено финалов            | 0             | 0             | 0             | 0             | 0             | 1             | 0             | 4             | 1             | 0                       | 1                       | 0                       | 0                       | 1                       | 4                       | 2                       | 3                       | 1                       | 0                       | 1                       | 0                       | 0                       |        | 19             |
| Выиграно турниров АТП        | 0             | 0             | 0             | 0             | 0             | 0             | 0             | 3             | 1             | 0                       | 0                       | 0                       | 0                       | 1                       | 0                       | 1                       | 2                       | 0                       | 0                       | 0                       | 0                       | 0                       |        | 8              |
| В/П: всего                   | 2-0           | 0-1           | 1-4           | 9-7           | 18-26         | 17-23         | 17-19         | 43-21         | 31-26         | 23-23                   | 17-9                    | 16-21                   | 16-17                   | 15-13                   | 36-28                   | 38-25                   | 32-24                   | 15-20                   | 11-16                   | 11-15                   | 1-4                     | 2-4                     |        | 371-346        |
| Σ % побед                    | 100 %         | 0 %           | 20 %          | 56 %          | 41 %          | 43 %          | 47 %          | 67 %          | 54 %          | 50 %                    | 65 %                    | 43 %                    | 48 %                    | 54 %                    | 56 %                    | 60 %                    | 57 %                    | 43 %                    | 41 %                    | 42 %                    | 20 %                    | 33 %                    |        | 52 %           |

К — проигрыш в квалификационном турнире.
| Турнир                       | 2004  | 2005  | 2006  | 2007  | 2008  | 2009  | 2010  | 2011  | 2012  | 2014  | 2015  | 2016  | Итог   | В/П за карьеру |
| ---------------------------- | ----- | ----- | ----- | ----- | ----- | ----- | ----- | ----- | ----- | ----- | ----- | ----- | ------ | -------------- |
| Турниры Большого шлема       |       |       |       |       |       |       |       |       |       |       |       |       |        |                |
| Открытый чемпионат Австралии | 3Р    | 1Р    | 1/4   | 1Р    | 1Р    | 2Р    | 1/2   | 1Р    | 1Р    | 1Р    | 1Р    | -     | 0 / 11 | 10-11          |
| Открытый чемпионат Франции   | 2Р    | 1Р    | 1Р    | -     | -     | 1Р    | -     | 2Р    | -     | -     | -     | 1Р    | 0 / 6  | 2-6            |
| Уимблдонский турнир          | 1Р    | 3Р    | -     | -     | -     | -     | -     | 2Р    | 2Р    | -     | -     | -     | 0 / 4  | 4-4            |
| Открытый чемпионат США       | 2Р    | -     | 1Р    | 2Р    | 1Р    | -     | -     | 2Р    | 1Р    | 1Р    | -     | -     | 0 / 7  | 3-7            |
| Итог                         | 0 / 4 | 0 / 3 | 0 / 3 | 0 / 2 | 0 / 2 | 0 / 2 | 0 / 1 | 0 / 4 | 0 / 3 | 0 / 2 | 0 / 1 | 0 / 1 | 0 / 28 |                |
| В/П в сезоне                 | 4-4   | 2-3   | 3-3   | 1-2   | 1-2   | 1-2   | 4-1   | 3-4   | 1-3   | 0-2   | 0-1   | 0-1   |        | 19-28          |